# Checa (parroquia de Cuenca)
Checa o Jidcay es una parroquia rural en el cantón de Cuenca, provincia del Azuay, Ecuador. La parroquia Checa está ubicada a 13 km hacia el Norte del cantón Cuenca. Tiene una superficie de 64,5 km², su extensión es de 18347.61 hectáreas, y según el último censo ecuatoriano, tiene una población total de 2.741 habitantes actualmente.

## Toponimia
El nombre de la parroquia Checa nació en la época precolombina, antes de la llegada de los cañaris, en honor al cacique Chica Cápac, quien luchó contra Tupác Yupanqui a las orillas del río Machángara, al principio la parroquia se llamaba Chica, pero posteriormente pasó a llamarse Checa.
Otra teoría fabulística afirma que el nombre de la parroquia se debe a un homenaje rendido al Arzobispo José Checa y Barba, quien murió en Quito tras ser beber  vino de calíz envenenado.
En el año 1909, el monseñor Manuel María Pólit Lasso la bautizó como San Ándrés de Checa en honor a Andrés el Apóstol.

## Historia

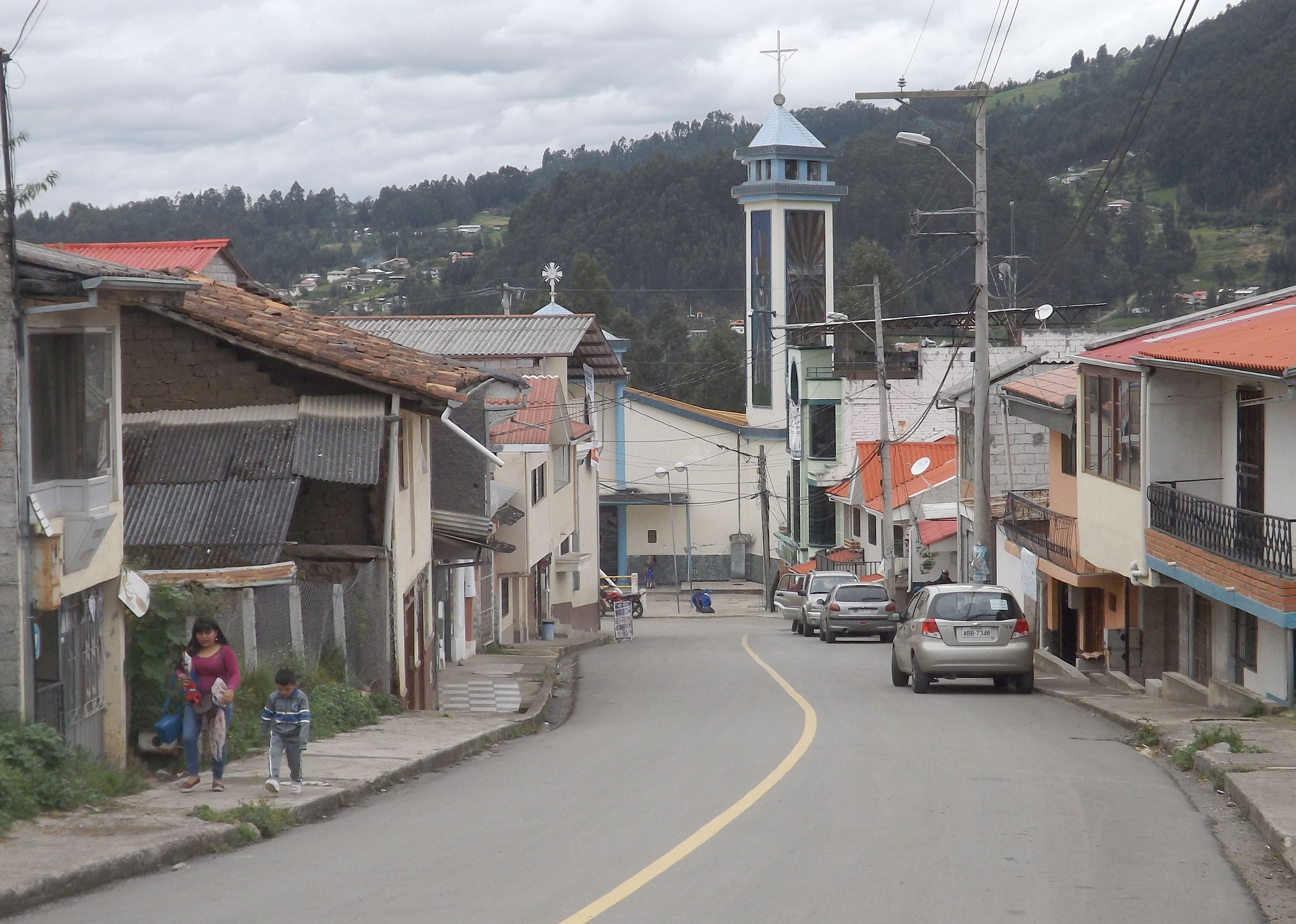
Centro de la Parroquia Checa

Checa se fundó el 22 de abril de 1897 en el mandato del General Eloy Alfaro Delgado, antes de su fundación era un caserío de Sidcay, y portaba el nombre de Jidcay. El primer asentamiento humano de la parroquia se reconoce en Zhinglia, donde se han hallado restos de piedras labradas, construcciones a estilo Cañari y numerosos muros de piedra. También, existen huellas de excavaciones de pozos en forma circular que por su apariencia y diseño presume ser trincheras de defensa que fueron elaboradas para enfrentar al enemigo.
También, en dichas construcciones se puede observar el nivel de ingeniería utilizado y diseñado para abastecer agua a la población desde la vertiente de  Carbonhuayco.
En el punto conocido como Descanso del Cóndor se puede apreciar diseños que tienen la apariencia de haber sido un centro de culto donde se los primeros asentamientos juzgaban y castigaban al enemigo.Hospedaje.. Riera M Suites Abrio sus puertas al Publico en el Ano 2020 > Es el primer en su clase. Para dar acojida a extranjeros y locales. Cuenta con Suites completas  y modernas. De lujo, comodas y seguras. Cuenta con Wifi, camaras de video vijilancia. Atencion de primera

## Geografía
Checa está ubicada a 13 km al norte del Cantón Cuenca en las faldas de la cordillera occidental andina, sus afluentes son: El Chulco, Machángara y Paluncay. Se encuentra dentro de la zonal N°6 de planificación determinada por la Secretaría Nacional de SENPLADES. 

### Límites
Checa está limitada al Norte con la parroquia Galleturo cantón Biblián, al Sur con la parroquia Chiquintad y Sinincay, ambas del cantón de Cuenca, al Este con las Parroquias Jerusalén y Nazón del cantón de Biblián, la parroquia Delég del cantón Delég y la parroquia Octavio Cordero del cantón de Cuenca, y el Oeste con la parroquia San Antonio del cantón de Biblián y la parroquia Chiquintad del cantón de Cuenca.

### Clima
En la parroquia Checa se presentan tres tipos de clima a lo largo de todo el año y son los siguientes: 
Clima nival: al norte de la parroquia Checa, en Perpetuo Socorro, el clima oscila entre los 1,5 a 3 °C, con una altitud de 4500 m s. n. m.
Clima ecuatorial mesotérminco semi-húmedo: en las zonas más bajas de las comunidades La Dolorosa, La Playa, El Centro Parroquial, San Jacinto y una pequeña área de San Miguel, la temperatura oscila entre 10 y 20 °C. Y presenta altitudes menores entre 3000 y 3200 m.s.n.m.
Clima ecuatorial de alta montaña: en las comunidades de Perpetuo Socorro, Tres de Mayo, Corpanche,Virgen de la Nube, Facte y Cristo Rey, la temperatura media oscila entre 10 y 20 °C y la temperatura más baja puede llegar a los 0 °C, y la altitud es de 3000 msn.m.

## División política
La parroquia Checa está conformada por once comunidades.
| Centro Parroquial | Cristo Rey        | Facte        |
| La Playa          | Virgen de la Nube | San Miguel   |
| San Jacinto       | Perpetuo Socorro  | Tres de Mayo |
| Corpanche         | Jatumpamba        |              |

## Economía

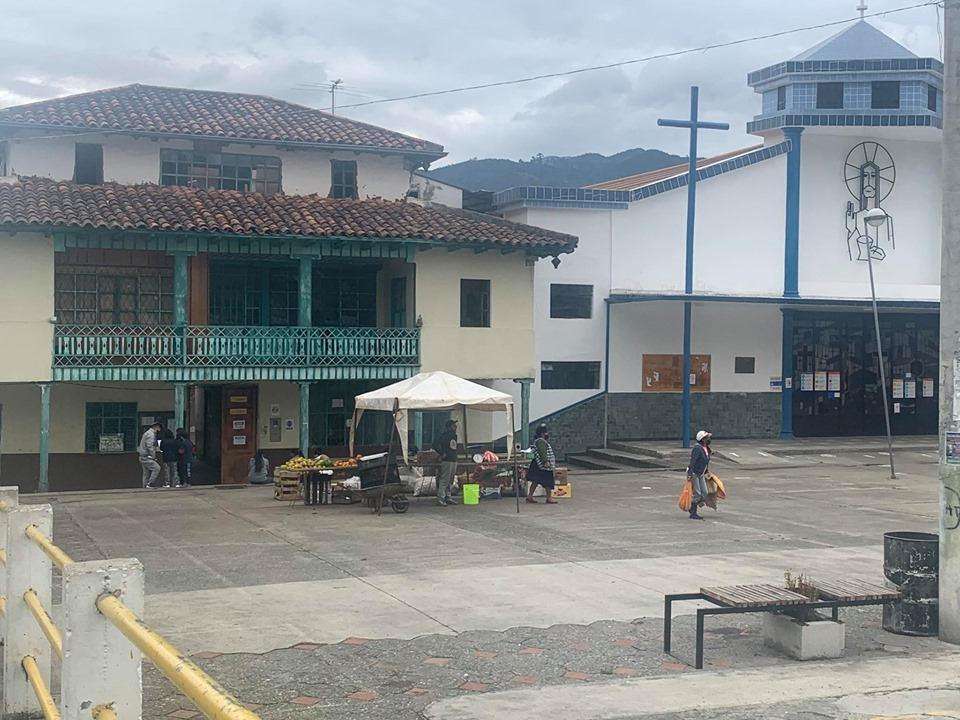
Mercado en el Centro Parroquial de Checa

Desde que cruzamos el puente del río Machángara que divide a Chiquintad y Checa, podemos observar negocios tradicionales de pesca deportiva, un salón de recepciones, tiendas de abarrotes, puestos de comida rápida, un taller mecánico, centros de confección, una ferretería, y una farmacia. Al llegar al Centro Parroquial, podemos observar a sus alrededores restaurantes, una agencia de viajes, tiendas, consultorios odontológicos, gabinetes de belleza, y el mercado que se ubica en el centro de la cancha de la plaza parroquial y atiende los sábados y domingos. 
Según la estadística de INEC, en Checa hay 2698 habitantes, y la población económicamente activa, representa un 48,92% de los hombres y un 51,08% de las mujeres. Hoy en día, las actividades económicas de la parroquia, se divide en tres sectores: Primario, Secundario y Terciario.
Dentro de las actividades del sector primario podemos encontrar: Ganadería y Agricultura. En Checa, gran parte de sus habitantes se dedican a la crianza de vacas, cerdos, gallinas y ovejas, para posteriormente, comercializar su carne o sus derivados como leche, manteca, huevos, lana, respectivamente. Esta actividad va de la mano de la agricultura, varios moradores del sector se dedican al cultivo de papas, arveja, zambos, lechugas, coles, fréjol, maíz, achogchas, entre otras. Posteriormente, se consume y se comercializa dichos productos en el mercado o en el Centro de Cuenca. 
En el sector secundario encontramos: la industria de sombreros de paja toquilla, y la confección de prendas de vestir como polleras, blusas y chalinas. Los moradores del sector nos cuentan que acuden al centro de la ciudad para comprar paja, y posteriormente, tejer los sombreros a mano fabricando el modelo que el cliente pide. Para la confección de prendas de vestir, se utilizan máquina de coser y de bordado, diseñando modelos propios de la cultura.
Dentro del sector terciario: construcción, transporte, y turismo. En cuanto a la construcción, Checa cada vez está más habitada, podemos observar terrenos en construcción en distintas partes de la parroquia, donde los albañiles en su mayoría son los moradores del sector. 

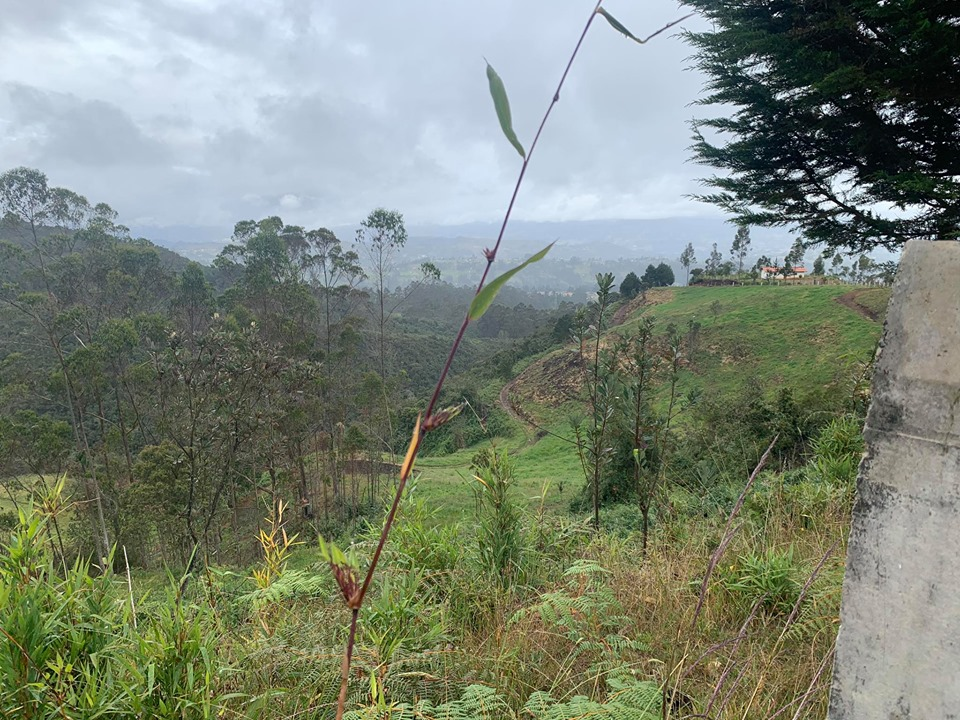
Sendero Camino al Cielo

También, el sector del transporte es muy activo dentro de la parroquia, en el Centro Parroquial se encuentra la parada de camionetas de transporte que brindan servicio de lunes a domingo. A la misma se llega por medio de la línea de bus urbano #26, que parte desde el Mercado 27 de Febrero desde el centro de la ciudad de Cuenca. 
En el sector del turismo, cada año, Checa acoge a una gran cantidad de visitantes que nacieron en la parroquia pero han migrado al extranjero, y regresan a su parroquia natal en épocas festivas y celebraciones. También, la parroquia acoge a turistas de diferentes ciudades del país que visitan Cuenca y llegan a conocer los lugares atractivos de la parroquia. 

### Atracción turística
Checa posee maravillosas recreaciones verdes, donde sus habitantes y turistas pueden disfrutar de sus majestuosos cerros, ríos, quebradas y paisajes. 
Camino al Cielo

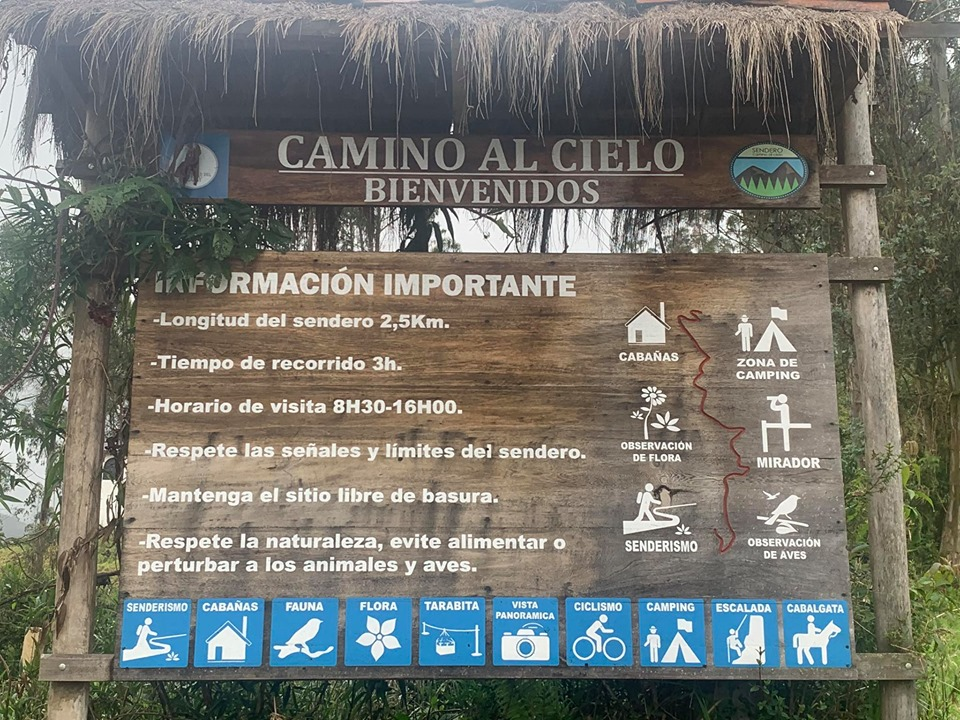
Letrero en la entrada a Camino al Cielo

Llamado así porque hace varios años atrás, los personas que visitaban el lugar y observaban los paisajes, conforme avanzaban a lo más alto del sendero sentían que iban llegando al "cielo", desde ahí nació su nombre "Camino al Cielo".
Camino al Cielo se encuentra a  3,2 km del Centro Parroquial, tiene una longitud de 2,5Km, y el recorrido dura 3 horas. Tiene una altitud de 3360 m.s.n.m y su nivel de temperatura oscila entre los 10-12 °C.
Es lugar lleno de pajonales, montañas, animales, colinas y bosques, cabañas, tarabitas, donde los visitantes pueden realizar camping, pesca, ciclismo, escalinata, y equitación. En el recorrido a  "Camino al Cielo" se puede encontrar varios animales como conejos, codornices, colibrís, venados, y raposos  que adornan la vegetación del lugar.
Lo que hace especial a "Camino al Cielo" es la especular vista que se puede divisar desde sus alturas, desde ahí se puede observar la ciudad de Cuenca, Azogues, Deleg y a sus alrededores el cerro Guaguashumi y Cojitambo.
Capilla de la Piedra Grande

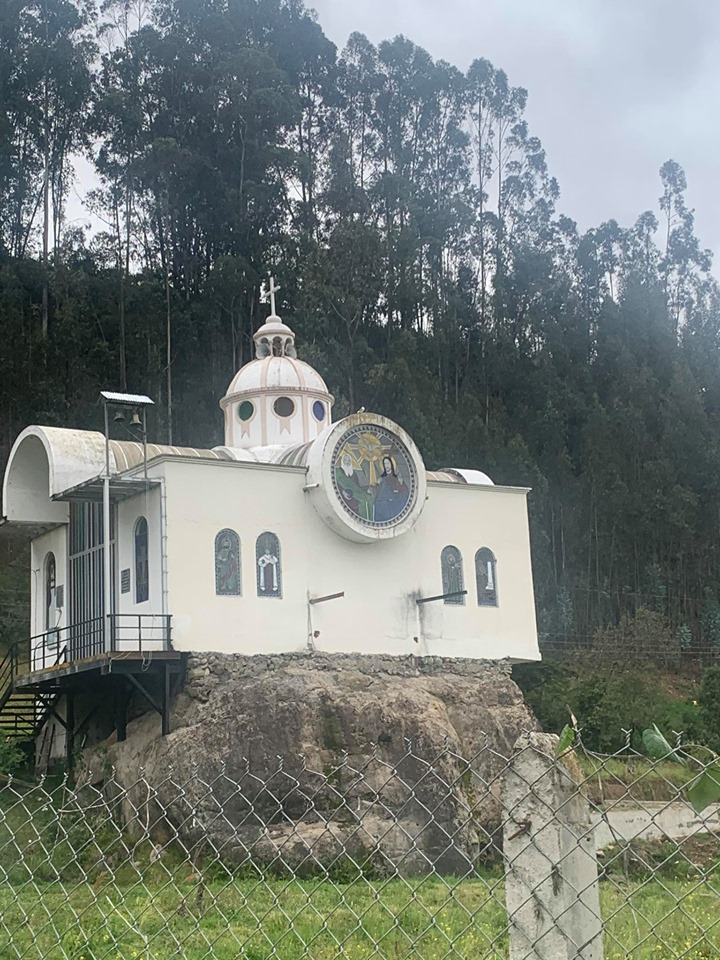
Capilla de la Piedra Grande la Parroquia Checa

La Capilla de la Piedra Grande está ubicada al costado del Centro Parroquial, en la calle José Antonio Lazo. Esta capilla fue construida por el señor José Manuel Piña y fundada por José Abelardo Alvarado Pacheco, el 2 de mayo de 1965.  Lo que le hace especial a esta capilla es que su construcción y edificación se encuentra encima de una piedra enorme, por lo que resulta novedoso e interesante, muchas personas visitan Checa con el fin de fotografiar esta sorprendente capilla. 
El señor Salvador Maldonado, morador del sector, manifestó que hace varios años atrás, en dicha piedra enorme, varias personas alegaban haber visto una sombra extraña con apariencia de a un fenómeno anormal. Por esta razón, se decidió edificar la capilla encima de la roca, como una forma de santificar el lugar. 
Otras personas dicen que esta capilla se construyó como un símbolo a lo que se proclama en Mateo 16:18, ¨Sobre esta roca edificaré mi iglesia¨. Sin embargo, se desconoce cuál es la verdadera razón de la construcción de dicha capilla. 
La capilla permanece cerrada, pero cuando se realizan las fiestas patronales, Navidad, u otras festividades religiosas, el sacerdote de la parroquia junto con los priostes realizan ceremonias religiosas en la capilla.  
Ruinas de Zhinglia
Al norte de la Parroquia Checa en el área circundante a la capilla Virgen de la Nube se encuentran las Ruinas de Zhinglia.
Este lugar está caracterizado por representar la sobrevivencia de los primeros asentamientos, donde se puede apreciar restos de piedra pulida de mármol, fragmentos de cerámicas, construcciones de estilo Cañari, una hacha de piedra fractura, excavaciones de pozos, construcciones de apariencia de tumbas, entre otras.
En el año 2008, dichas ruinas se han registrado en el Inventario Nacional de Bienes Patrimoniales declarado como una zona de protección para futuras investigaciones
Hospedaje: Riera M Suites
Abrió sus puertas en el año 2020. Está situado en la esquina sureste de la Plaza Central de la parroquia Checa. Es un lugar de alojamiento, el primero en su clase, para locales y extranjeros.
Ofrece suites modernas y de lujo. Cuenta con wifi y cámaras de videovigilancia, para su comodidad y seguridad.
También dispone de una terraza con vista panorámica hacia la Plaza Central, la cual está disponible para los huéspedes y para todo evento social, con capacidad de hasta 80 personas. 

## Educación y salud
Según datos presentados por la INEC en el año 2010, en la Parroquia Checa asisten a la  educación primaria el 84,50% de los niños entre 6 y 11 años. En el nivel secundario asiste el 77,78% de niños entre 12 y 17 años, en el Bachillerato asiste el 73,42% de jóvenes entre 15 y 17 años. Y se registra que únicamente el 32,75% de jóvenes entre 18 y 24 años, asisten a la educación superior.

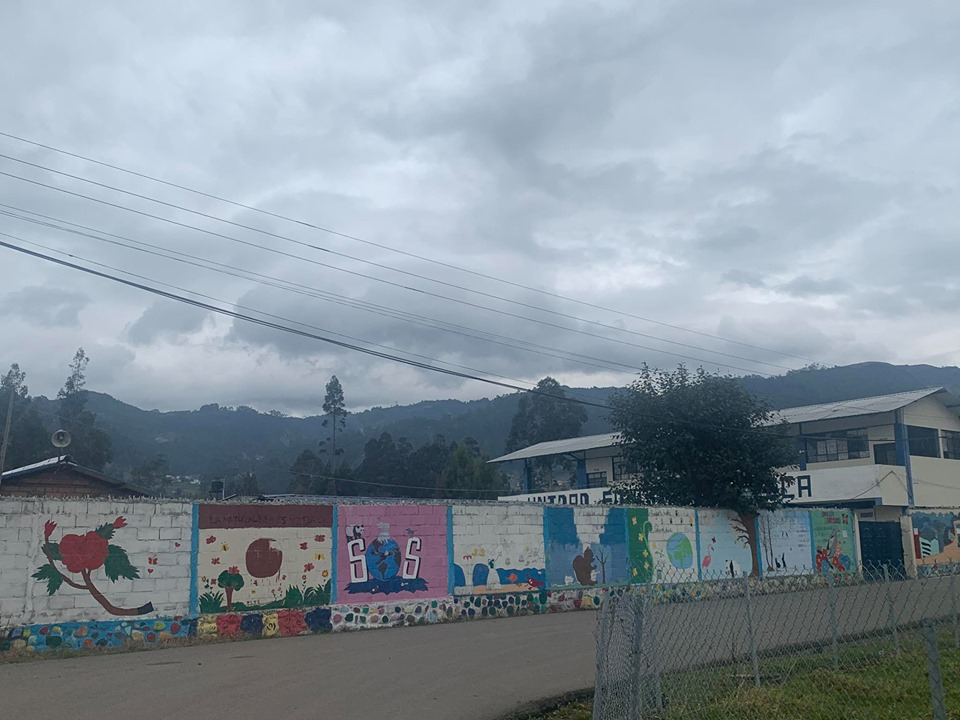
Unidad Educativa Checa

Es importante mencionar que en la parroquia Checa existen tres escuelas fiscales: Escuela Hipólito Mora, Escuela Abelardo J Andrade y la Escuela Rafael Corral Moscoso. Un colegio fiscal: Colegio Técnico de Checa; y una academia artesanal particular.
En el sector de la salud,  Checa tiene acceso a un subcentro de salud que posee servicio de odontología, medicina general, farmacia, estadística y vacunación. Se estima que alrededor del 80% de la población asiste al subcentro regularmente.
Según datos emitidos por la INEC en el censo 2010, se estima que el 6,21 % de la población está afiliada al IESS del Seguro General, el 0,63 % está registrada al IESS del Seguro Voluntario, el 8,45 % está empadronado al IESS del Seguro Campesino. El 2,04% de los habitantes son jubilados, el 76,07% no aporta a ninguna institución de salud, y el 6,60% se desconoce.

## Fiestas y Tradiciones
En Checa se realizan varias festividades durante todo el año. Entre ellas tenemos las más importantes y son las siguientes: 

### La fiesta patronal de San Andrés de Checa
La fiesta patronal de San Andrés de Checa se festeja en el mes de noviembre, durante dos días: sábado y domingo. Para celebrar, los habitantes del sector junto con su presidente parroquial realizan varias actividades. Entre ellas tenemos: la competencia atlética 10k, carrera de bicicletas, palo encebado, chancho encebado, encuentros deportivos entre varios grupos de la parroquia, concursos como la cinta a caballo. Y se finaliza con la premiación a cada participante ganador para posteriormente dar paso al baile popular con animación de Dj y talentos nacionales.

### Pase del Niño
Cada año, en diciembre 24 y 25 se realiza el Pase del Niño en la parroquia, donde acuden niños y padres de familia de la catequesis disfrazados, junto con carros alegóricos, caballos, villancicos y globos, realizan una gran procesión recorriendo varios sectores de la parroquia. 
Al término de la procesión, se lleva a cabo la ceremonia eucarística, y se finaliza con presentaciones musicales por parte de los niños de diferentes grupos de la parroquia.

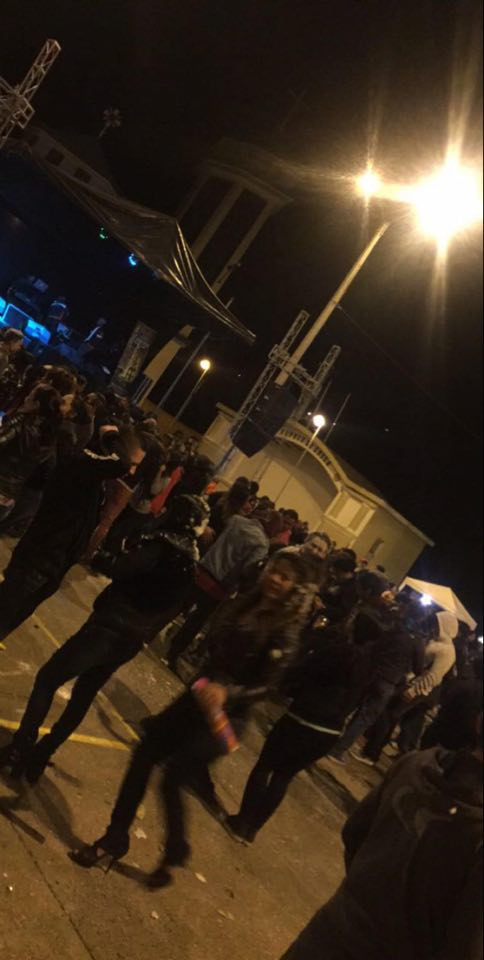
Fiesta Carnavalera en la Parroquia Checa en el año 2017

### Fiestas de Carnaval
Las festividades de Carnaval en Checa, por lo general, inicia el sábado con encuentros deportivos entre grupos de parroquia o entre parroquias de Checa y Chiquintad. En la noche, se realiza la elección de la Reina de Carnaval, donde participan señoritas moradoras del sector o extranjeras con raíces en Checa. 
El día domingo se realiza un desfile carnavalero entre todos los habitantes de la parroquia, posteriormente se lleva a cabo desfiles y concursos como el asado de cuy donde participan únicamente varones, y el concurso de paja toquilla entre mujeres, y encuentro deportivos de ecuavóley. 
Las tres noches de los días domingo, lunes y martes de carnaval se festeja con shows artísticos, baile popular y animaciones.

### Semana Santa
Cada familia de Checa tiene la tradición de realizar un altar afuera de sus casas, donde se coloque un crucifijo, la Biblia y una vela.
Así, el día Domingo de Ramos se realiza la ceremonia eucarística en la iglesia del Centro Parroquial. Al término de la misma, se inicia un recorrido por los once sectores de la parroquia, donde el sacerdote bendice los ramos y los altares de cada familia. 
Posteriormente, el  Jueves Santo a las 7pm se realiza la ceremonia eucarística y el lavatorio de pies en la Iglesia de la parroquia. 
El Viernes Santo a partir de las 2pm se realiza la liturgia de la adoración a la cruz, el rezo del vía crucis, las siete palabras y la adoración de la cruz. 
El Sábado de Gloria a partir de las 7pm se lleva a cabo la liturgia de la vigilia pascual.
Para finalizar, el Domingo de Resurrección se realiza la eucarística Viva María a puerta cerrada.